# Olympische Winterspiele 2010/Snowboard – Snowboardcross (Männer)
Der Snowboardcross-Wettbewerb der Männer bei den Olympischen Winterspielen 2010 in Vancouver wurde am 15. Februar 2010 im Skigebiet Cypress Mountain ausgetragen. Olympiasieger wurde der US-Amerikaner Seth Wescott, vor Mike Robertson aus Kanada und dem Franzosen Tony Ramoin.

## Ergebnisse

### Platzierungsrunde
| Rang | Athlet               | Land               | 1. Lauf | 2. Lauf | Bester Lauf | Anmerkung |
| ---- | -------------------- | ------------------ | ------- | ------- | ----------- | --------- |
| 1    | Alex Pullin          | Australien         | 1:21,17 | 1:20,15 | 1:20,15     | Q         |
| 2    | Graham Watanabe      | Vereinigte Staaten | 1:22,25 | 1:20,53 | 1:20,53     | Q         |
| 3    | Mike Robertson       | Kanada             | 1:21,73 | 1:21,24 | 1:21,24     | Q         |
| 4    | Xavier de Le Rue     | Frankreich         | 1:21,33 | 1:21,86 | 1:21,33     | Q         |
| 5    | Mario Fuchs          | Österreich         | 1:21,84 | 1:21,53 | 1:21,53     | Q         |
| 6    | Pierre Vaultier      | Frankreich         | 1:23,37 | 1:21,63 | 1:21,63     | Q         |
| 7    | Nick Baumgartner     | Vereinigte Staaten | 1:22,64 | 1:21,70 | 1:21,70     | Q         |
| 8    | Nate Holland         | Vereinigte Staaten | 1:21,78 | DSQ     | 1:21,78     | Q         |
| 9    | Damon Hayler         | Australien         | 1:22,10 | 1:21,81 | 1:21,81     | Q         |
| 10   | Robert Fagan         | Kanada             | 1:23,06 | 1:21,87 | 1:21,87     | Q         |
| 11   | Drew Neilson         | Kanada             | 1:22,01 | 1:22,34 | 1:22,01     | Q         |
| 12   | Lukas Grüner         | Österreich         | 1:22,04 | 1:24,35 | 1:22,04     | Q         |
| 13   | Alberto Schiavon     | Italien            | 1:22,58 | 1:22,33 | 1:22,33     | Q         |
| 14   | Tony Ramoin          | Frankreich         | 1:23,62 | 1:22,34 | 1:22,34     | Q         |
| 15   | François Boivin      | Kanada             | 1:32,72 | 1:22,75 | 1:22,75     | Q         |
| 16   | Fabio Caduff         | Schweiz            | 1:24,84 | 1:22,78 | 1:22,78     | Q         |
| 17   | Seth Wescott         | Vereinigte Staaten | 1:25,69 | 1:22,87 | 1:22,87     | Q         |
| 18   | Stefano Pozzolini    | Italien            | 1:24,41 | 1:23,08 | 1:23,08     | Q         |
| 19   | Federico Raimo       | Italien            | 1:23,16 | 1:23,35 | 1:23,16     | Q         |
| 20   | Andrei Boldykow      | Russland           | 1:23,28 | 1:30,20 | 1:23,28     | Q         |
| 21   | Markus Schairer      | Österreich         | 1:29,56 | 1:23,33 | 1:23,33     | Q         |
| 22   | Rok Rogelj           | Slowenien          | 1:23,37 | 1:23,50 | 1:23,37     | Q         |
| 23   | Paul-Henri de Le Rue | Frankreich         | 1:23,60 | 1:23,57 | 1:23,57     | Q         |
| 24   | Stian Sivertzen      | Norwegen           | 1:25,08 | 1:23,80 | 1:23,80     | Q         |
| 25   | Joachim Havikhagen   | Norwegen           | 1:23,87 | 1:25,23 | 1:23,87     | Q         |
| 26   | David Speiser        | Deutschland        | 1:27,37 | 1:23,92 | 1:23,92     | Q         |
| 27   | Maciej Jodko         | Polen              | 1:24,76 | 1:24,11 | 1:24,11     | Q         |
| 28   | Mateusz Ligocki      | Polen              | 1:27,03 | 1:24,11 | 1:24,11     | Q         |
| 29   | Michal Novotný       | Tschechien         | 1:24,23 | 1:24,53 | 1:24,23     | Q         |
| 30   | Simone Malusà        | Italien            | 1:24,88 | 1:24,53 | 1:24,53     | Q         |
| 31   | Regino Hernández     | Spanien            | 1:28,66 | 1:25,90 | 1:25,90     | Q         |
| 32   | David Bakeš          | Tschechien         | DNF     | 1:26,05 | 1:26,05     | Q         |
| 33   | Konstantin Schad     | Deutschland        | 1:26,69 | DNF     | 1:26,69     |           |
| 34   | Lluís Marín Tarroch  | Andorra            | DNF     | 1:47,36 | 1:47,36     |           |
| 35   | Jordi Font           | Spanien            | DNF     | DNS     | —           |           |

### Achtelfinale

#### Lauf 1
| Rang | Athlet       | Land               | Anmerkung |
| ---- | ------------ | ------------------ | --------- |
| 1    | Seth Wescott | Vereinigte Staaten | Q         |
| 2    | Fabio Caduff | Schweiz            | Q         |
| 3    | Alex Pullin  | Australien         |           |
| 4    | David Bakeš  | Tschechien         |           |

#### Lauf 2
| Rang | Athlet             | Land               | Anmerkung |
| ---- | ------------------ | ------------------ | --------- |
| 1    | Nate Holland       | Vereinigte Staaten | Q         |
| 2    | Damon Hayler       | Australien         | Q         |
| 3    | Joachim Havikhagen | Norwegen           |           |
| 4    | Stian Sivertzen    | Norwegen           |           |

#### Lauf 3
| Rang | Athlet          | Land       | Anmerkung |
| ---- | --------------- | ---------- | --------- |
| 1    | Lukas Grüner    | Österreich | Q         |
| 2    | Mario Fuchs     | Österreich | Q         |
| 3    | Markus Schairer | Österreich |           |
| 4    | Mateusz Ligocki | Polen      |           |

#### Lauf 4
| Rang | Athlet           | Land       | Anmerkung |
| ---- | ---------------- | ---------- | --------- |
| 1    | Andrei Boldykow  | Russland   | Q         |
| 2    | Michal Novotný   | Tschechien | Q         |
| 3    | Xavier de Le Rue | Frankreich |           |
| 4    | Alberto Schiavon | Italien    |           |

#### Lauf 5
| Rang | Athlet         | Land       | Anmerkung |
| ---- | -------------- | ---------- | --------- |
| 1    | Mike Robertson | Kanada     | Q         |
| 2    | Tony Ramoin    | Frankreich | Q         |
| 3    | Simone Malusà  | Italien    |           |
| 4    | Federico Raimo | Italien    |           |

#### Lauf 6
| Rang | Athlet          | Land       | Anmerkung |
| ---- | --------------- | ---------- | --------- |
| 1    | Pierre Vaultier | Frankreich | Q         |
| 2    | Drew Neilson    | Kanada     | Q         |
| 3    | Maciej Jodko    | Polen      |           |
| 4    | Rok Rogelj      | Slowenien  |           |

#### Lauf 7
| Rang | Athlet               | Land               | Anmerkung |
| ---- | -------------------- | ------------------ | --------- |
| 1    | Robert Fagan         | Kanada             | Q         |
| 2    | David Speiser        | Deutschland        | Q         |
| 3    | Paul-Henri de Le Rue | Frankreich         |           |
| 4    | Nick Baumgartner     | Vereinigte Staaten |           |

#### Lauf 8
| Rang | Athlet            | Land               | Anmerkung |
| ---- | ----------------- | ------------------ | --------- |
| 1    | François Boivin   | Kanada             | Q         |
| 2    | Stefano Pozzolini | Italien            | Q         |
| 3    | Graham Watanabe   | Vereinigte Staaten |           |
| 4    | Regino Hernández  | Spanien            |           |

### Viertelfinale

#### Lauf 1
| Rang | Athlet       | Land               | Anmerkung |
| ---- | ------------ | ------------------ | --------- |
| 1    | Seth Wescott | Vereinigte Staaten | Q         |
| 2    | Nate Holland | Vereinigte Staaten | Q         |
| 3    | Fabio Caduff | Schweiz            |           |
| 4    | Damon Hayler | Australien         |           |

#### Lauf 2
| Rang | Athlet          | Land       | Anmerkung |
| ---- | --------------- | ---------- | --------- |
| 1    | Lukas Grüner    | Österreich | Q         |
| 2    | Mario Fuchs     | Österreich | Q         |
| 3    | Andrei Boldykow | Russland   |           |
| 4    | Michal Novotný  | Tschechien |           |

#### Lauf 3
| Rang | Athlet          | Land       | Anmerkung |
| ---- | --------------- | ---------- | --------- |
| 1    | Mike Robertson  | Kanada     | Q         |
| 2    | Tony Ramoin     | Frankreich | Q         |
| 3    | Pierre Vaultier | Frankreich |           |
| 4    | Drew Neilson    | Kanada     |           |

#### Lauf 4
| Rang | Athlet            | Land        | Anmerkung |
| ---- | ----------------- | ----------- | --------- |
| 1    | Robert Fagan      | Kanada      | Q         |
| 2    | David Speiser     | Deutschland | Q         |
| 3    | François Boivin   | Kanada      |           |
| 4    | Stefano Pozzolini | Italien     |           |

### Halbfinale

#### Lauf 1
| Rang | Athlet       | Land               | Anmerkung |
| ---- | ------------ | ------------------ | --------- |
| 1    | Nate Holland | Vereinigte Staaten | Q         |
| 2    | Seth Wescott | Vereinigte Staaten | Q         |
| 3    | Lukas Grüner | Österreich         | B-Finale  |
| 4    | Mario Fuchs  | Österreich         | B-Finale  |

#### Lauf 2
| Rang | Athlet         | Land        | Anmerkung |
| ---- | -------------- | ----------- | --------- |
| 1    | Mike Robertson | Kanada      | Q         |
| 2    | Tony Ramoin    | Frankreich  | Q         |
| 4    | Robert Fagan   | Kanada      | B-Finale  |
| 5    | David Speiser  | Deutschland | B-Finale  |

### Finalläufe

#### Kleines Finale
| Rang | Athlet        | Land        |
| ---- | ------------- | ----------- |
| 1    | Robert Fagan  | Kanada      |
| 2    | Lukas Grüner  | Österreich  |
| 3    | Mario Fuchs   | Österreich  |
| 4    | David Speiser | Deutschland |

#### Finale
| Rang | Athlet         | Land               |
| ---- | -------------- | ------------------ |
| 1    | Seth Wescott   | Vereinigte Staaten |
| 2    | Mike Robertson | Kanada             |
| 3    | Tony Ramoin    | Frankreich         |
| 4    | Nate Holland   | Vereinigte Staaten |